# 格拉夫頓 (伊利諾伊州)
格拉夫頓（英語：Grafton）是一個位於美國伊利諾伊州澤西縣的城市。

## 地理
格拉夫頓的座標為38°58′16″N 90°26′13″W / 38.97111°N 90.43694°W，而該地的平均海拔高度為133米（即436英尺）。

## 人口
根據2010年美國人口普查的數據，格拉夫頓的面積為9.58平方千米，均為陸地。當地共有人口674人，而人口密度為每平方千米70.35人。